# Dmytro Hreczyszkin
Dmytro Wołodymyrowycz Hreczyszkin, ukr. Дмитро Володимирович Гречишкін (ur. 22 września 1991 roku w Siewierodoniecku, w obwodzie ługańskim, Ukraińska SRR) – ukraiński piłkarz, grający na pozycji defensywnego pomocnika, reprezentant Ukrainy.

## Kariera piłkarska

### Kariera klubowa
Wychowanek klubów Junist' Ługańsk i Olimpik-UOR Donieck oraz Akademii Piłkarskiej Szachtara Donieck, barwy których bronił w juniorskich mistrzostwach Ukrainy (DJuFL). 16 sierpnia 2008 roku debiutował w młodzieżowej drużynie Szachtara. W styczniu 2011 został wypożyczony do Illicziwca Mariupol. Latem 2012 podpisał kontrakt z Illicziwcem. Ale już 5 lutego 2013 roku powrócił do Szachtara Donieck. W styczniu 2014 ponownie został wypożyczony do Illicziwca Mariupol. 25 lipca 2014 został wypożyczony do Czornomorca Odessa. Po zakończeniu sezonu 2014/15 opuścił odeski klub. Następnego sezonu ponownie wypożyczony, tym razem do Zorii Ługańsk, w której grał do końca 2017 roku. 25 września 2018 został piłkarzem FK Ołeksandrija.

### Kariera reprezentacyjna
W latach 2008–2009 występował w juniorskiej reprezentacji Ukrainy. Potem bronił barw młodzieżowej reprezentacji Ukrainy. 26 marca 2013 debiutował w narodowej reprezentacji Ukrainy w meczu z Mołdawią.

## Sukcesy i odznaczenia

### Sukcesy klubowe
- mistrz Młodzieżowych Mistrzostw Ukrainy: 2009
- wicemistrz Młodzieżowych Mistrzostw Ukrainy: 2010